# Ohio National Guard

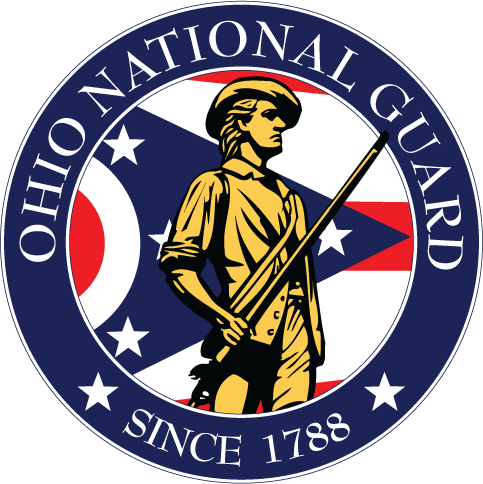
Logo der Ohio National Guard

Die Ohio National Guard des US-Bundesstaates Ohio führt ihr Entstehen auf das Jahr 1788 zurück und ist Teil der im Jahr 1903 aufgestellten Nationalgarde der Vereinigten Staaten (akronymisiert USNG); somit auch Teil der zweiten Ebene der militärischen Reserve der Streitkräfte der Vereinigten Staaten.

## Organisation
Die Mitglieder der Nationalgarde sind freiwillig Dienst leistende Milizsoldaten, die dem Gouverneur von Ohio Mike DeWine unterstehen. Adjutant General of Ohio ist Major General John C. Harris, Jr. Sein designierter Nachfolger ist Brigadier General Matthew S. Woodruff.
Die Nationalgarden der Bundesstaaten sind seit 1903 bundesgesetzlich und institutionell eng mit der regulären Armee und Luftwaffe verbunden. Die Einheiten werden in Bezug auf Ausrüstung und Ausbildung vom National Guard Bureau (Arlington, VA) kontrolliert, einer semi-unabhängigen Organisationseinheit des Verteidigungsministeriums. Derzeitiger Kommandeur des National Guard Bureau (Chief of the National Guard Bureau) ist General Steven Nordhaus. Unter bestimmten Umständen kann mit Einverständnis des Kongresses die Bundesebene auf die Nationalgarde der Bundesstaaten zurückgreifen. Bei Einsätzen auf Bundesebene ist der Präsident der Vereinigten Staaten Commander-in-Chief.
Davon zu trennen ist die Staatsgarde, die Ohio Naval Militia und die Ohio Military Reserve, die allein dem Bundesstaat verpflichtet sind.

## Personalstärke und Einheiten
Die Ohio National Guard besteht aus den beiden Teilstreitkraftgattungen des Heeres und der Luftstreitkräfte, namentlich der Army National Guard und der Air National Guard. Die Ohio Army National Guard hatte 2017 eine Personalstärke von 10.445 Soldaten, die Ohio Air National Guard eine von 4.882, was eine Personalstärke von gesamt 15.327 Soldaten ergibt.

### Einheiten der Ohio Army National Guard
Die wichtigsten Einheiten der Ohio Army National Guard sind:
- Joint Force Headquarters (JFHQ)
- 73rd Joint Task Force (73rd JTF)
- 37th Infantry Brigade Combat Team (37th IBCT)
- 16th Engineer Brigade
- 371st Sustainment Brigade
- 174th Air Defense Artillery Brigade (174th ADAB)
- 147th Regiment (Regional Training Institute)
- 52nd Weapons of Mass Destruction / Civil Support Team (WMD / CST)

### Einheiten der Ohio Air National Guard
Die Ohio Air National Guard besteht aus folgenden aktiven Einheiten:
- 121st Air Refueling Wing auf der Rickenbacker Air National Guard Base, Columbus
- 178th Wing auf der Springfield Air National Guard Base, Springfield
- 179th Airlift Wing auf dem Mansfield Lahm Regional Airport, Mansfield
- 180th Fighter Wing auf der Toledo Air National Guard Base, Toledo

## Geschichte
Die Ohio National Guard führt ihre Wurzeln auf die Milizverbände Mariettas aus dem Jahr 1788 zurück. Am 19. Februar 1803 wurde Ohio vom US-Präsidenten Thomas Jefferson als 17. Bundesstaat in die USA aufgenommen, damit wurde formal auch die Ohio State Militia begründet. Im Toledo-Krieg von 1835 zwischen Ohio und dem Michigan-Territorium kamen die Milizverbände Ohios zum Einsatz. Ohio verblieb im Sezessionskrieg in der Union. Regimenter Ohios nahmen an allen wichtigen Schlachten des Bürgerkriegs teil. Der Historiker Andrew R. L. Cayton geht davon aus, dass insgesamt 35.000 Bürger aus Ohio im Krieg starben. Die wichtigsten Generäle der Union Ulysses S. Grant, William Tecumseh Sherman und Philip Sheridan stammten alle aus Ohio. Seit dem Militia Act (1903) sind die Milizverbände des Bundesstaates bundesgesetzlich und institutionell eng mit der regulären Armee und später auch der Luftwaffe verbunden und leisteten ihren Dienst sowohl im Ersten und Zweiten Weltkrieg als auch im Vietnamkrieg. Als erste Einheit der Ohio Air National Guard wurde am 2. Dezember 1946 das 112th Bombardment Squadron gegründet.
Die National Guard-Einheiten wurden aber auch im Inneren eingesetzt wie beim Akron-Aufruhr im Jahr 1900. Beim Kent-State-Massaker wurden am 4. Mai 1970 an der Kent State University vier Studenten erschossen und neun teils schwer verletzt, als die Ohio National Guard während einer Demonstration gegen den Vietnamkrieg das Feuer auf die Menge unbewaffneter Demonstranten eröffnete.